# Hugo Alfvén

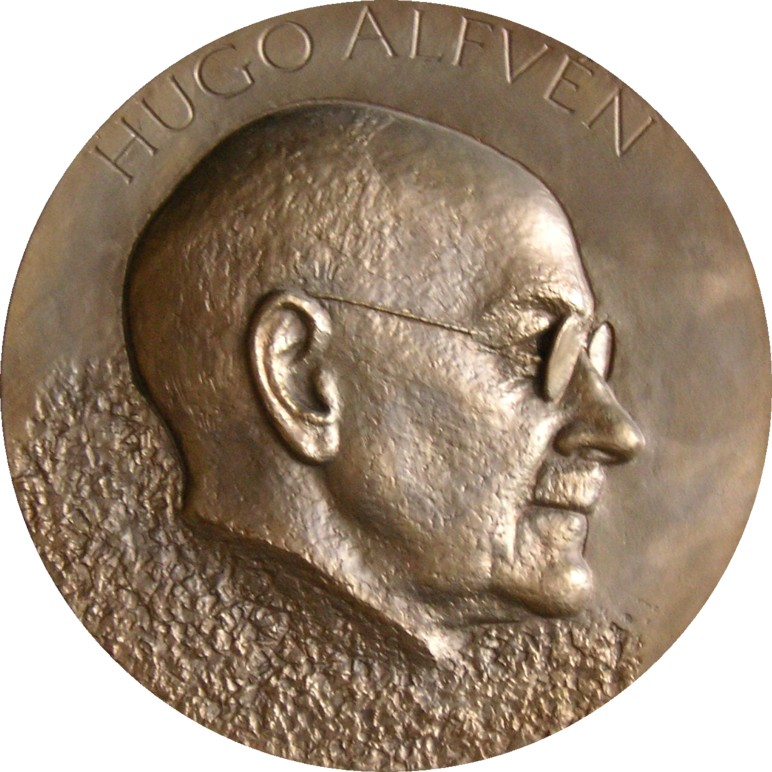
Hugo Alfvén på plakett i Stockholms stadshus.

Hugo Emil Alfvén, född 1 maj 1872 i Stockholm, död 8 maj 1960 i Falun (då boende i Tibble i Leksand), var en svensk tonsättare, violinist, dirigent och målare. Han var son till skräddarmästaren Anders Alfvén (död 1881) och Lotten Axelsson Puke (död 1913).

## Biografi
Alfvén växte upp i Stockholm och bedrev 1887–91 studier vid Musikkonservatoriet i Stockholm. Han erhöll statsstipendium 1896 och 1899 samt Jenny Lind-stipendiet 1900. Han studerade violin för Johan Lindberg och harmonilära för Aron Bergenson. Dessutom studerade han måleri för Otto Hesselbom och Oskar Törnå.
Åren 1890–1892 var Alfvén violinist i Kungliga Hovkapellet. Parallellt med tjänstgöringen i Hovkapellet bedrev han 1891–1897 privata studier i violin för Lars Zetterquist och i komposition för Johan Lindegren. Han gjorde en studieresa 1897–98 till Berlin, Bryssel och Paris och 1900–1901 till Berlin, Klampenborg och Rom. I Bryssel studerade han violin för César Thomson. Åren 1901–02 studerade han dirigering för Hermann Ludwig Kutzschbach i Dresden. År 1903 reste han till Spanien, Italien, Danmark (Skagen), München och Wien. Samma år valdes han till lärare i kontrapunkt, komposition och instrumentation vid Musikkonservatoriet i Stockholm, men tillträdde aldrig tjänsten. Alfvén fick statsstipendium för tonsättare 1906–1910, och blev filosofie hedersdoktor i Uppsala 1917.
År 1904 blev Alfvén dirigent för Siljansbygdens körförbund och bildade Siljanskören vars dirigent han var till 1957. År 1910 utnämndes han till director musices vid Uppsala universitet och ledare för Kungliga Akademiska Kapellet. Han efterträdde samma år Wilhelm Lundgren som Orphei Drängars dirigent, där han kvarstod som dirigent till 1947 då Carl Godin tog över. Åren 1919–1931 och 1934–1938 var han också dirigent i Allmänna Sången (Uppsala studentkårs allmänna sångförening). Åren 1921–1943 var han förste förbundsdirigent i Svenska Sångarförbundet.

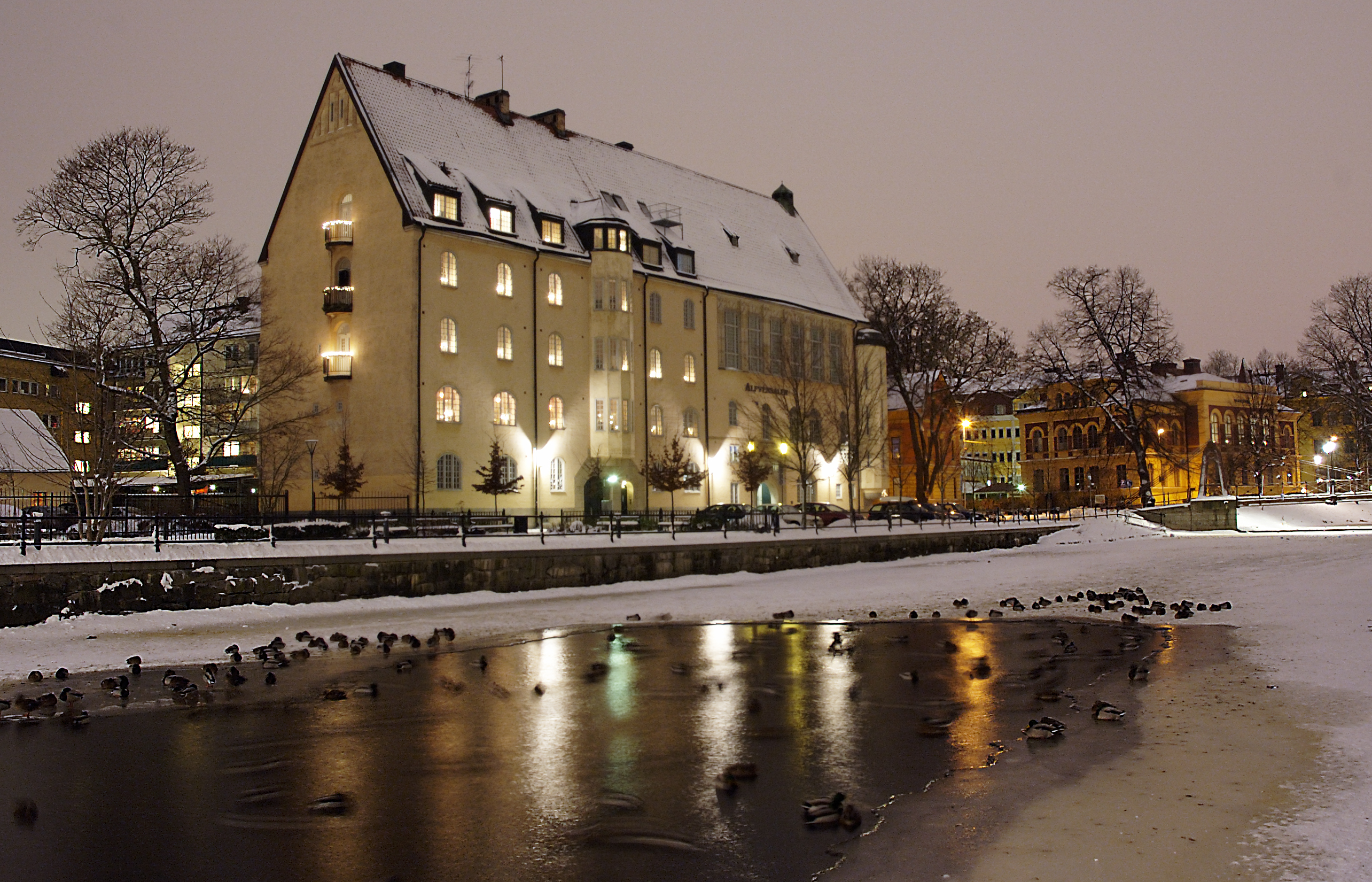
Gamla "KFUM-borgen" i centrala Uppsala, med Alfvénsalen för bland annat kammarmusikframföranden.

Som orkesterdirigent framträdde Alfvén mestadels med egna verk bland annat i Helsingfors, Köpenhamn, Oslo, Wien, Boston, Philadelphia och London.
Alfvén hade under nästan hela sitt liv ekonomiska svårigheter på grund av sin oförmåga att hushålla med pengar. Därför var han beroende av de många beställningar han fick på specialskriven musik, men hävdar i sina något tillrättalagda memoarer att han hellre skulle ha använt sina krafter till att skriva fler symfonier. Han drabbades upprepade gånger av överansträngningssymptom när han arbetat hårt med sina beställningsuppdrag i sista stund.

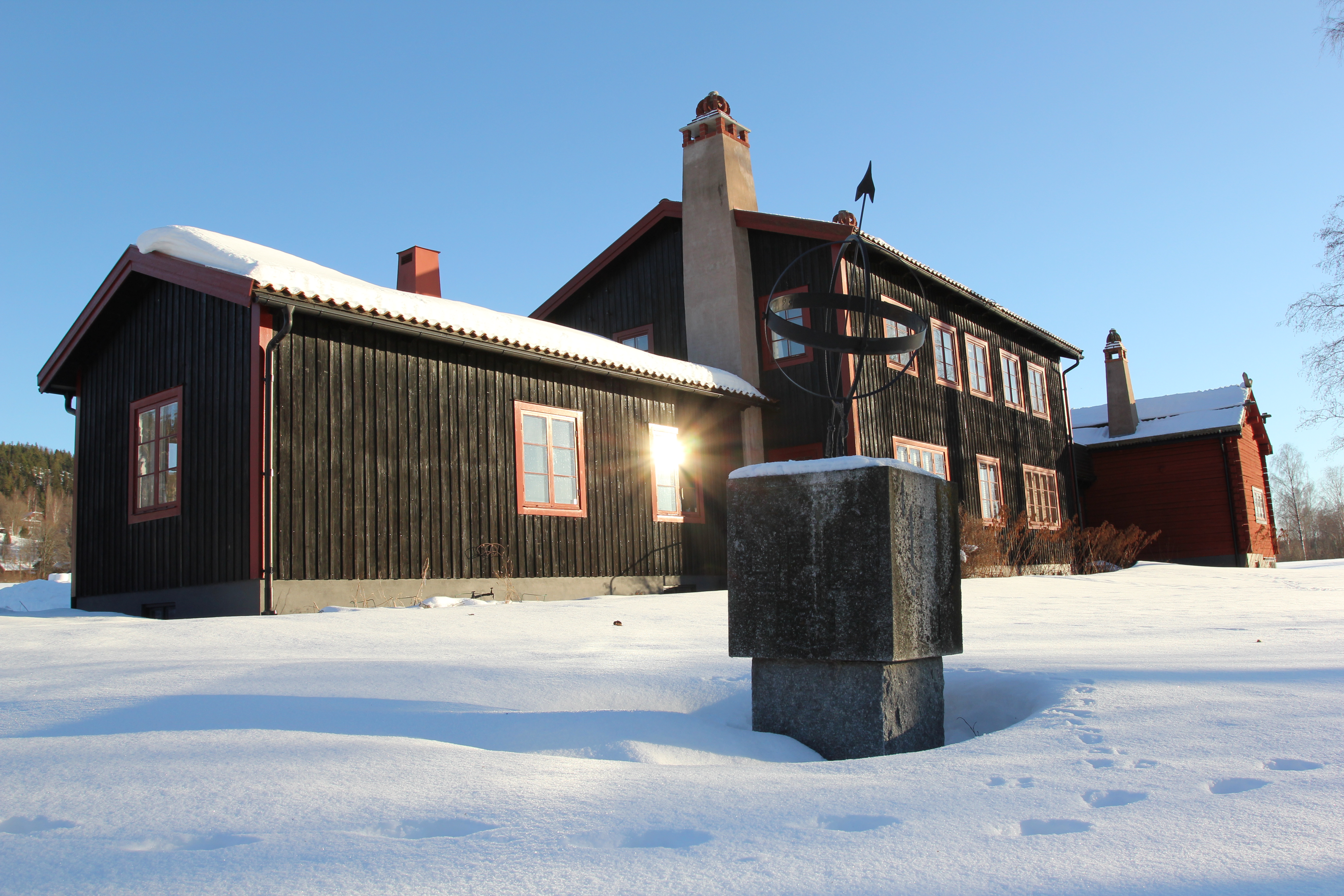
Alfvéngården i Tibble.

Efter pensioneringen 1939 flyttade Alfvén till Leksands socken i Dalarna, där han ägde en gård i Tibble. Tidigare hade han en gård i Tällberg i samma socken. År 1912 dömdes professor Gösta Mittag-Leffler att betala skadestånd till Alfvén. Mittag-Leffler anklagade Alfvén för bedrägeri vid egendomsavsöndring i Tällberg. Rätten ansåg att åtalet mot Alfvén innebar en ärekränkning.
Alfvén drabbades den 27 april 1960 av en hjärnblödning och opererades därefter, men hans liv gick inte att rädda. Den 8 maj klockan 17:15 avled han på Falu lasarett i en ålder av 88 år. Han begravdes på Leksands kyrkogård.
Som tecknare finns Alfvén representerad vid bland annat Nationalmuseum i Stockholm.

## Familj
Hugo Alfvén var farbror till plasmafysikern och nobelpristagaren Hannes Alfvén och farfars bror till författaren Inger Alfvén.
Han var gift tre gånger och fick ett barn. Hans första hustru var den danska konstnärinnan Marie Krøyer. När de ingick äktenskap 1912 hade de redan levt samman några år och fått dottern Margita Alfvén. Parets skilsmässa blev klar 1936, och samma år gifte Alfvén om sig med Catharina "Carin" Wessberg (1891–1956). Äktenskapet bestod till hennes bortgång 1956. Det sista knappa året av sitt liv var Alfvén gift med Anna Lund (1891–1990).

## Kompositioner
Alfvén räknas som en av Sveriges främsta nationalromantiska tonsättare. Kompositionstekniskt var han mycket skicklig, bland annat i kontrapunkt och instrumentation. Hans produktion består av över 200 titlar, till största delen orkesterverk samt verk för manskör och blandad kör. Han skrev också körarrangemang av svenska folkvisor som till exempel polskan Uti vår hage och dessutom många sånger, några verk för piano och en violinsonat. Många satser/stycken är baserade på folkliga polskor. I den folkliga musiken har taktdelarna ofta olika längd och i polskor är ofta första och tredje eller andra och tredje taktdelen betonade. Inspelningar av dessa med orkestrar dirigerade av Hugo Alfvén själv låter normalt som polskor, medan samma stycke dirigerat av andra, som inte är lika förtrogna med den folkliga musiken, ofta kan låta underligt och andefattigt. 
Alfvéns främsta skaparperiod var från slutet av 1890-talet till början av 1920-talet. Under denna period tillkom de flesta av hans större verk, bland annat symfonierna nr 1–4 och orkesterstyckena Midsommarvaka och En skärgårdssägen. En höjdpunkt är den storslagna, folkloristiska balettpantomimen Bergakungen, som fullbordades 1923. Alfvén var från början måttligt intresserad av att skriva musiken till John Bauers libretto om Bergakungen varför dalkarlen Oskar Lindberg blev tillfrågad istället. Denne var "mycket livad för saken", men Alfvén ändrade sig i sista stund. Trots att Alfvén fortsatte komponera nästan hela livet ut skrev han från 1920-talet och framåt få djupt personliga verk, även om det finns undantag. I stället försörjde han sig på att bland annat komponera en del teater- och filmmusik samt festmusik för särskilda tillfällen, till exempel kantater för olika organisationers jubileer.
På tonsättarens äldre dagar tillkom den femte symfonin (1942–1952), vars första sats han kallade "det minst dåliga jag gjort". Resten av symfonin var han dock tämligen missnöjd med. Första satsen har oftare framförts separat än tillsammans med resten av verket.

### Orkester
- Symfoni nr 1, f-moll, op 7, 1897 (Rudén 24)
- Symfoni nr 2, D-dur, op 11, 1897–98 (Rudén 28)
- Midsommarvaka, Svensk rapsodi nr 1, op 19, 1903 (Rudén 45)
- En skärgårdssägen, symfonisk dikt, op 20, 1904 (Rudén 49)
- Symfoni nr 3, E-dur, op 23, 1905 (Rudén 54)
- Uppsalarapsodi, akademisk festuvertyr, Svensk rapsodi nr 2, op 24, 1907 (Rudén 58)
- Festspel, op 25, 1907 (Rudén 59)
- Drapa (till minnet av Oscar II), op 27, 1908 (Rudén 62)
- Bröllopsmarsch, 1909 (Rudén 66)
- Fest-ouverture, op 26 (stor militärorkester), 1909 (Rudén 67)
- Elégie: Vid Emil Sjögrens bår, op. 38, 1918 (Rudén 92)
- Symfoni nr 4 ”Från havsbandet”, c-moll, op 39, 1918–19 (Rudén 93)
- Hjalmar Brantings sorgmarsch, op. 42 (blåsorkester), 1924 (Rudén 105)
- Dalarapsodi, Svensk rapsodi nr 3, op 47, 1931 (Rudén 120)
- Synnöve Solbakken, svit ur filmmusiken, op 50, 1934 (Rudén 134)
- Fyra låtar från Leksand, 1934
- Festmarsch till Stockholmsutställningens öppnande, op 41, 1930 (Rudén 141)
- Svit ur balettpantomimen Bergakungen, op 37, 1923
- Fest-ouverture, op 52, 1944 (Rudén 201)
- En bygdesaga, svit ur musiken till filmen ”Mans kvinna”, op 53, 1944 (Rudén 202a)
- Symfoni nr 5, a-moll, op 55 (första satsen 1942), 1953 (Rudén 209)
- Svit ur baletten Den förlorade sonen, 1957
- Orkestersvit "Gustav II Adolf", 1938

### Kammarmusik
- Romans (flöjt och piano), 1885 (Rudén 9)
- Barcarol (violin och piano), 1888 (Rudén 11)
- Souvenir de Säter (violin och piano), 1888 (Rudén 12)
- Souvenir de Visby (flöjt och piano), 1890
- Romans, op. 3 (violin och piano), 1895 (Rudén 21)
- Sonat op. 1 (violin och piano), 1896 (?) (Rudén 23)
- Elegi op. 5 (horn eller cello och orgel), 1897 (Rudén 25)
- Serenad (violin och piano), 1902 (?) (Rudén 42)
- Serenad på mammas födelsedag (flöjt, klarinett, violin och piano), 1902 (Rudén 43)
- Andante religioso (från Uppenbarelsekantat, op 80) (celesta, harpa, stråkkvartett), 1913 (Rudén 80)
- Marsch, 2 violiner (?), c:a 1950 (Rudén 206)
- Potpurri över svenska folkvisor och låtar, 3 instrument, 1950 (Rudén 207)
- Roslagspolketta (violin och piano), 1956 (Rudén 213)

### Pianomusik
- Tidiga pianostycken, 1884–85 (Rudén 1-8)
- Fyra mazurkor, 1890-tal (Rudén 13)
- Fem mazurkor, 1890-tal (Rudén 14)
- Festmarsch, 1890-tal (Rudén 15)
- Triumfmarsch op 10, 1893 (Rudén 19)
- Minne från Åsen, Dalarne, 1893 (Rudén 20)
- Drömmeri (Rêverie), 1898 (?) (Rudén 26)
- Menuett op 2, 1901 (Rudén 37)
- Sorg (Air mélancolique) op 14, 1901 (Rudén 38)
- Skärgårdsbilder op 17, 1901–02 (Rudén 44)
- Nocturne, 1911 (Rudén 75)
- Margita dansar, 1919 (?) (Rudén 94)

### Kantater och andra verk för kör och orkester
- Vid sekelskiftet (Nyårskantaten), op 12, för kör, solo och orkester (Text: Erik Axel Karlfeldt), 1899 (Rudén 32)
- Herrens bön, op 15, för soli, blandad kör och orkester (Text: Erik Johan Stagnelius), 1901 (Rudén 39)
- Unge herr Sten Sture, op 30, manskör med barytonsolo och ork, 1912, (Rudén 76)
- Uppenbarelsekantat, op 31, för orgel, kör, solo, stråkar m.m. (Texter ur Bibeln sammanställda av Nathan Söderblom), 1913 (Rudén 80)
- Kantat vid Baltiska utställningens i Malmö öppnande, op 33, för solo, kör och orkester (Text: Nils Flensburg), 1914 (Rudén 83)
- Kantat till Uppsala läns Kungl. hushållningssällskaps 100-årsjubileum, op 35, för blandad kör och orkester (Text: Knut Hamilton), 1915 (Rudén 86)
- Kantat vid Reformationsfesten i Uppsala, op 36, för solo, blandad kör och stråkar (Text: Erik Axel Karlfeldt samt ur 1695 års psalmbok sammanställd av Nathan Söderblom), 1917 (Rudén 90)
- Kantat vid Världspostunionens halvsekeljubileum, op 41, för solo, blandad kör och orkester (Text: Albert Henning), 1924 (Rudén 103)
- Kantat vid Uppsala universitets 450-årsjubileum, op 45, för solo, kör och orkester (Text: Gunnar Mascoll Silfverstolpe), 1927 (Rudén 111)
- Kantat vid Svenska Röda korsets högtidssammankomst 2 maj 1930, op 46, för solo, blandad kör och orkester (Text: Albert Henning), 1930 (Rudén 115)
- Kantat vid Sveriges riksdags 500-årsminnesfest, op 51, för solo, blandad kör och orkester (Text: Sten Selander), 1935 (Rudén 137)

### Körsånger, kompositioner och arrangemang
- Frihetssång för manskör och blandad kör samt unison kör med piano, 1900 (Rudén 35)
- Lugn i tron (för manskör) (Erik Johan Stagnelius), 1900 (?), (Rudén 36)
- Här är landet (Wilhelm Nordin) för manskör eller blandad kör, 1901 (?), (Rudén 40)
- Och hör du unga Dora (folkvisa), även för en röst o piano, 1904 (Rudén 46)
- Herr Peders sjöresa (folkvisa), även för en röst o piano, 1904? (Rudén 47)
- Harrgårdstösa i äppelapla (Gustaf Fröding) för manskör, 1904 (?)), (Rudén 48)
- Fosterlandspsalm (Johan Ludvig Runeberg) för kör med piano el ork, 1906 (Rudén 55)
- Afton (Daniel Fallström), manskör med barytonsolo, 1907 (?), (Rudén 57)
- Vårens vandring (Daniel Fallström), manskör, 1908, (Rudén 60)
- Marsch (Erik Gustaf Geijer), manskör, 1908 (Rudén 61)
- Gustaf Frödings jordafärd, op 29, för manskör (Verner von Heidenstam), 1911 (Rudén 71)
- Kvinnornas lösen (Karl Gustav Ossiannilsson), unison kör, 1911
- Motett, op 34/52 (Johan Olof Wallin), blandad kör, 1914 (Rudén 84)
- Sveriges flagga för manskör (Text: Karl Gustav Ossiannilsson), 1916 (Rudén 87)
- En visa om troheten (Erik Brogren), manskör, 1917 (?) (Rudén 89)
- Lindagull (Bertel Gripenberg), manskör med tenorsolo och instrument, 1919 (Rudén 95)
- Minnessång över Gustav Vasa, op 40 (Carl Larsson i By), TB + kör med orgel el ork, 1920 (Rudén 98)
- En visa om Barnens ö på Barnens dag (Cyrus Granér), barnkör o manskör, 1923 (Rudén 102)
- För Sverige! (Inez Lindberg), manskör, 1925 (Rudén 106)
- Fem sånger op 42, manskör, 1923-26 (Rudén 109)
  - Väcksång
  - Vallgossens visa (Erik Gustaf Geijer)
  - Prövningen
  - Värmlandsvisan (Anders Fryxell)
  - En jägares vårsång
- Manhem op 47, (Erik Gustaf Geijer), manskör med tenorsolo och ork, 1928 (Rudén 112)
- Natt (Gustaf Alexanderson (1889–1937)), manskör med barytonsolo, 1930, (Rudén 116)
- Barnens bön för fosterlandet (Zacharias Topelius), barnkör, 1930 (Rudén 117)
- Gryning vid havet (Sten Selander), manskör, 1933 (Rudén 125)
- Min kära (Sten Selander), manskör, 1933 (Rudén 126)
- Vaggvisa (Erik Blomberg), manskör eller blandad kör, 1933 (Rudén 127)
- Julsång (Knut Nyblom), kör, 1934 (Rudén 128)
- Eldsång op. 51 (Fredrik Nycander), blandad kör, 1935 (Rudén 135)
- Hymn till Sverige (Hugo Tigerschiöld), manskör, 1935 (Rudén 136)
- Psalm (Per Rösiö), 1935 (Rudén 138)
- Papillon (Gustaf Alexanderson (1889–1937)), manskör eller blandad kör, 1936 (Rudén 143)
- Sång till Stockholm (Gunnar Fant), unison, mans- eller blandad kör, 1936 (Rudén 145)
- Midsommarlåt i Leksand (Sam Gabrielsson), 1936-37 (Rudén 146)
- Kosack-vaggvisa (Michail Lermontov), 1938 (Rudén 153)
- Stemning (Jens Peter Jacobsen), 1938 (Rudén 156)
- Tattare-Emma (Levi Rickson, "Jeremias i Tröstlösa"), manskör, 1939 (Rudén 161)
- Endräkt - en sång i orostiden (Anders Grape), manskör, 1940 (Rudén 167)
- Berceuse (Emil Kléen), manskör med tenorsolo och instrument, 1940 (Rudén 173)
- Vårsång (Kerstin Hed), manskör el blandad kör, 1941 (Rudén 174)
- I vapen (Ingemar Edwall), unison manskör, 1941 (Rudén 182)
- Taltrasten (Kerstin Hed), manskör el blandad kör, 1941 (Rudén 183)
- Aftonen (Herman Sätherberg), manskör el blandad kör med instrument, 1942 (Rudén 187)
- Mitt i en blomstermånad (Hjalmar Gullberg), manskör, 1943 (Rudén 192)
- Nordens länder (Hans Dhejne), manskör el blandad kör, 1943 (Rudén 196)
- Till SHT (Gottfrid Kallstenius), manskör, 1944 (Rudén 198)
- Champagnevinet (Franz Michael Franzén), manskör, 1949 (Rudén 205)
- Roslagsvår (Alf Henrikson), blandad kör eller manskör, 1955 (Rudén 211)
- Festsång till Arla Coldinu-orden (O. Wahlström), manskör, 1955 (Rudén 212)

### Solosånger
- Barnatro (Zacharias Topelius), 1884 (Rudén 6)
- Visa med pianoaccompagnement (Vilhelm Vennberg), 1887 (?) (Rudén 10)
- Romans (H. Alfvén?), 1891 (Rudén 16)
- Fugue exercise, STB:ar, 1890-tal (Rudén 17)
- Fuga di tono (Haquin Spegel), SA, 1890-tal (Rudén 18)
- Vaggvisa (Johan Ludvig Runeberg), 1896 (Rudén 22)
- Tio sånger, op 4, 1896-99 (Rudén 27)
  - Serenad (Jonas Alströmer)
  - Jag minns (Erik Ekgren)
  - Aftonstämning (Daniel Fallström)
  - Var det en dröm (Tor Hedberg)
  - Morgonhälsning (Afanasij Fet)
  - Snö (Afanasij Fet)
  - Es rauscht eine Welle (Theodor von Wehl)
  - Var stilla, hjerta (Carl David af Wirsén)
  - Vågorna sjunga (Carl Ludvig Östergren, pseudonymen Fjalar)
  - Gammalt kväde från Helsingland
- O stode du i kylig blåst, op 6 (Robert Burns), 1889 (Rudén 29)
- Två lyriska stämningar, op. 8 (Ellen Lundberg), 1899 (Rudén 30)
  - Svarta rosor
  - Sommardofter
- Ur Lyckans visor, op 9, (Karl-Erik Forsslund), 1899 (Rudén 31)
  - Mitt rike
  - Två fjärilar
  - Se, allena har jag vandrat
- Klockorna, op 3 (Frithiof Holmgren) för baryton o ork, 1900 (Rudén 33)
- Trubadurens ande, op 18 (Andrea Butenschön), 1901 (Rudén 41)
- Marias sånger, op 21 (Emil Aarestrup), 1903–04 (Rudén 50)
  - Ved huset
  - Det Overstaaede
  - Blikket
  - Angst
- Bön, op 16 (Anders Österling), 1905 (Rudén 51)
- Pioner, op 22 (Anders Österling), 1905 (Rudén 52)
- Minnesskrift (Anders Österling), 1905 (Rudén 53)
- Hos drottning Margareta (Junker Nils sjunger till lutan), op 18 (Daniel Fallström), 1907 (Rudén 56)
- Sju dikter op 28, (Ernest Thiel) för en röst och piano/orkester, 1908 (Rudén 63)
  - Djupt hos friborna människor bor
  - Du är stilla ro
  - En enda vart mitt hjärta givet
  - Jag kysser din vita hand
  - Jag längtar dig
  - Skogen sover
  - Se, du kom med jubel och sång i hågen
- Julsång (Edvard Evers), 1908 (Rudén 65)
- Ställ flaggan så jag ser den (Daniel Fallström), 1910 (Rudén 68)
- Stockholms nations sång (Olof Thunman), 1911 (?) (Rudén 72)
- Geflüster im Gange (Otto Julius Bierbaum), 1911 (Rudén 73)
- Hälsningskväde till damerna vid SHT-festen (Anders Grape), 1911 (Rudén 74)
- Julsång (Oscar Levertin), 1912 (Rudén 78)
- Kring ditt rika och vågiga hår och andra dikter, op 32 (Ernest Thiel), 1913 (Rudén 81)
  - I svart förflyta mina år
  - Kring ditt rika och vågiga hår
  - Vad var det du ville, du lille?
  - O liv! min vän och fiende du var
- Vandrarens julsång (Birger Mörner), 1917 (?) (Rudén 91)
- I bruset (Birger Mörner), 1920 (Rudén 97)
- En båt med blommor, op 44 (Oscar Levertin), baryton o ork, 1925 (Rudén 108)
- Mikaelidagen (trad.), 1936-37 (Rudén 147)
- Det unga hemmet (Gustaf Alexanderson (1889–1937)), 1937 (Rudén 152)
- Vaggsång (Olof Thunman), 1939 (Rudén 162)
- I stilla timmar (Jarl Hemmer), 1940 (Rudén 168)
- Så tag mitt hjärta (Tove Ditlevsen), 1946 (Rudén 203)
- Sången till Folkare (Carl Axel Norrgren), 1951 (Rudén 208)

### Scenmusik
- Mostellaria (flöjt), scenmusi för Plautus, 1912 (Rudén 77)
- Spåmannen (Verner von Heidenstam) för kör o liten ork, 1912
- Bergakungen, balettpantomim i tre akter, op 37, 1923 (Rudén 99)
- Gustaf II Adolf, (musik till Ludvig Nordströms pjäs "Vi") op 49, 1932 (Rudén 121)
- Den förlorade sonen, balett av Ivo Cramér i 5 scener, 1957 (Rudén 214)

### Filmmusik
- Synnöve Solbakken, 1934 (Rudén 134)
- Mans kvinna, 1944 (Rudén 202)
- Singoalla, 1949 (Rudén 204)

## Diskografi i urval
- Alfvén conducts Alfvén. 3CD. Phono Suecia PSCD 109. 1997. Inspelat 1934-1952. Sångtexter samt kommentarer på svenska och engelska i text- och kommentarhäfte.
- Symfoni nr 2 / Stockholms filharmoniska orkester. Leif Segerstam, dirigent. SCD 1005. Inspelad 1972.
- Symfoni nr 4 Från havsbandet / Arndis Halla & Johann Valdimarsson, solister ; Islands symfoniorkester ; Niklas Willén, dirigent. Naxos 8.557284.[9]

## Priser och utmärkelser
- 1896 – Statens tonsättarstipendium
- 1897 – Statens tonsättarstipendium
- 1899 – Statens tonsättarstipendium
- 1900 – Jenny Lind-stipendiet
- 1908 – Ledamot av Kungliga Musikaliska Akademien
- 1916 – Litteris et Artibus
- 1917 – Filosofie hedersdoktor vid Uppsala universitet
- 1943 – Kommendör 1:a klass av Nordstjärneorden
- 1945 – Medaljen för tonkonstens främjande